# Køge Bugt Motorvejen
De Køge Bugt Motorvejen (Nederlands: Bocht-van-Køge-autosnelweg) is een autosnelweg in Denemarken, die van Vallensbæk bij Kopenhagen naar Køge loopt. Bij Vallensbæk sluit de Køge Bugt Motorvejen aan op de Motorring 3 en de Amagermotorvejen, bij Køge splitst de snelweg zich in de Vestmotorvejen richting Funen en Jutland en de Sydmotorvejen richting Falster en Lolland.
Administratief is de snelweg bekend onder het nummer M10. Voor bewegwijzeringsdoeleinden wordt echter gebruikgemaakt van de E-nummers die over de gehele lengte over de Køge Bugt Motorvejen verloopt, de E20, E47 en E55.

## Geschiedenis
Het eerste gedeelte van de snelweg werd in 1969 aangelegd. In 1980 was de snelweg in zijn geheel gereed. Sinds 2004 zijn verscheidene wegvakken verbreed. Het gedeelte tussen knooppunt Avedøre en afrit Vallensbæk Syd is verbreed naar zes rijstroken. In 2008 is het traject tussen knooppunt Ishøj en afrit Greve Nord verbreed naar tien rijstroken en het traject tussen Greve Nord en Greve Syd naar acht rijstroken. Het gedeelte met tien rijstroken is de breedste autosnelweg in Denemarken.